# Aeroportul Municipal Hermiston
Aeroportul Municipal Hermiston (IATA: HES, ICAO: KHRI, FAA LID: HRI) este un aeroport din Oregon, Statele Unite ale Americii ce deservește zona Hermiston⁠(d). Aeroportul a fost tranzitat în 2017 de 4 pasageri. A fost numit după zona deservită.
Situat la o altitudine de 196 m, aeroportul dispune de 1 pistă.

## Infrastructură

### Piste
Aeroportul dispune de o singură pistă. Pista 4/22 are suprafața de asfalt și dimensiunile 4.500 picioare × 75 picioare. 